# El senyor Dingle, el forçut
"El senyor Dingle, el forçut" (títol original en anglès "Mr. Dingle, the Strong") és el dinovè episodi de la segona temporada, i el 55è total de la sèrie de televisió d'antologia La Dimensió Desconeguda. Es va emetre originalment el 3 de març de 1961 a CBS. Ha estat doblat al català i emès per TV3. Va ser un dels molts episodis de la segona temporada escrits pel creador de sèries i showrunner Rod Serling, i va ser dirigit pel cineasta alemany John Brahm.

## Narració d'obertura
| « | Institució única americana coneguda com el bar del barri. Llegint d'esquerra a dreta hi ha el senyor Anthony O'Toole, propietari, que rega les seves begudes com els geranis, però que es troba a la plaça per la pau i la tranquil·litat i per les cabines per les dones. Aquest és el Sr. Joseph J. Callahan, un llibreter sense registrar, la vida del qual és qualsevol esdeveniment esportiu amb dues cares i un conjunt de probabilitats. La seva idea d'una reunió al cim és qualsevol diàleg entre un receptor i un llançador amb més d'un home a la base. I aquest ciutadà animat és tot apostador anònim que mai va perdre diners del lloguer en una cursa de cavalls, un combat amb premi o un joc llardós i que va treure de les seves frustracions i de la seva insolvència a qualsevol company vulnerable de tamboret a l'abast del braç i el puny. I aquest és el Sr. Luther Dingle, un venedor d'aspiradores el volum de negoci del qual és aproximadament el d'un valet en una convenció de vagabunds. És un fracàs consumat en gairebé tot, però és un bon oient i té una mandíbula prominent. | » |

La narració continua quan arriben els marcians.
| « | I aquests dos senyors invisibles són visitants de l'espai exterior. Estan a punt d'alterar el destí de Luther Dingle deixant-li un llegat, del tipus que difícilment no pots trobar més. D'aquí a un moment, un sac de boxa perenne de cara trista que va perdre fins i tot el vagó del tren de salsa de la vida portarà un curt constitucional a la regió més imprevisible que anomenem La Dimensió Desconeguda. | » |

## Argument
En un experiment, un científic marcià de dos caps, que és invisible per als terrícoles, dóna al venedor d'aspiradores i perdedor perenne Luther Dingle una força sobrehumana. Després de descobrir els seus poders inexplicables, Dingle comença a realitzar diverses gestes de força, des d'aixecar estàtues fins a dividir blocs, i obté una gran quantitat de publicitat.
El marcià de dos caps torna i està decebut al veure que Dingle utilitza la seva força només per exhibir-se. El marcià li treu forces just quan Dingle intenta aixecar un edifici davant una audiència de televisió en directe. Incapaç d'aconseguir les seves afirmacions o repetir cap de les seves gestes anteriors, Dingle es converteix en una riota.
Quan el científic marcià de dos caps marxa, coneix dos venusians que també busquen un terrícola adequat per a un experiment. El científic marcià de dos caps recomana Dingle i els venusians li donen a Dingle super-intel·ligència. Descobrint els seus nous poders, Dingle comença a pensar en veu alta a un ritme alarmant i demostra poders de predicció increïbles.

## Narració de cloenda
| « | Surt el Sr. Luther Dingle, abans venedor d'aspiradores, l'home més fort de la Terra i ara gegant mental. Aquests darrers poders probablement s'eliminaran abans de massa temps, però el Sr. Dingle té un atractiu tant per als apunts extraterrestres com per als perdedors frustrats i insolvents. De seguida, diria que va estar en molts períodes extremadament estranys, simplement perquè hi ha tants planetes habitats que envien observadors, i també perquè, per descomptat, el senyor Dingle viu la seva vida amb un peu a la seva boca, i l'altre a la Dimensió Desconeguda. | » |

## Repartiment
- Burgess Meredith com a Luther Dingle
- Don Rickles com a Bettor
- James Westerfield com Anthony O'Toole
- Edward Ryder com a Callahan
- James Millhollin com Abernathy
- Douglas Spencer com a primer marcià
- Michael Fox com a segon marcià
- Donald Losby com a primer venusà
- Greg Irwin com a 2n venusà
- Douglas Evans com a Home
- Phil Arnold com a Home
- Frank Richards com a Home

## Adaptació de la història curta
A la versió del conte breu d'aquest episodi, l'apostador es diu Hubert Kransky i el marcià de dos caps es diu Xurthya. Dingle també va colpejar Hubert en un moment. A més, Dingle aprofita la seva brillantor per canviar el món a Harvard.